# 一撃
一撃（いちげき）は、一撃実行委員会主催、国際空手道連盟極真会館（松井派）後援により開催されていた格闘技興行大会である。空手ルール、K-1ルールを元にしたキックボクシングルール、総合格闘技ルールでの試合が行われていた。
＊ブレイクダンスチームの一撃はこちら。

## 概要
2002年1月11日にK-NETWORK運営事務局主催により旗揚げ大会が行われ、メインイベントでは野地竜太 vs. 武蔵が行われた。
2002年8月10日に開催された第2回大会よりフランシスコ・フィリォが大会代表およびプロデューサーに就任した。また、主催も一撃実行委員会に変更された。
2004年5月30日の第4回大会からは企画および運営をFEGが行うこととなり、「極真 vs K-1 7対7 全面対抗戦」が行われた。メインイベントではフィリォが選手として一撃に初出場し、レミー・ボンヤスキーに判定勝ちを収めた。フィリォはこの試合を最後に現役から引退した。この大会はテレビ朝日の番組で放送された。
2005年3月19日には日本国外初開催となったフランスで第5回大会が開催された。

## 大会一覧
| 大会名             | 開催年月日     | 会場                              | 開催地         |
| ------------------ | -------------- | --------------------------------- | -------------- |
| 一撃ブルガリア     | 2007年5月5日   | パレス・オブ・カルチャー&スポーツ | ヴァルナ       |
| 一撃ブルガリア     | 2006年10月28日 | ユニバーシアード体育館            | ソフィア       |
| 一撃ブラジル       | 2006年5月6日   | -                                 | ブラジルの旗   |
| 一撃 8.20 ICHIGEKI | 2005年8月20日  | 国立代々木第二体育館              | 東京都渋谷区   |
| 一撃 3.19 ICHIGEKI | 2005年3月19日  | ベルシー総合体育館                | パリ           |
| 一撃 5.30 ICHIGEKI | 2004年5月30日  | 日本武道館                        | 東京都千代田区 |
| 一撃 2.22 ICHIGEKI | 2003年2月22日  | 日本武道館                        | 東京都千代田区 |
| 一撃 8.10 ICHIGEKI | 2002年8月10日  | 東京ベイNKホール                  | 千葉県浦安市   |
| 一撃 1.11 ICHIGEKI | 2002年1月11日  | 国立代々木第二体育館              | 東京都渋谷区   |